# Hohnstein (Adelsgeschlecht)

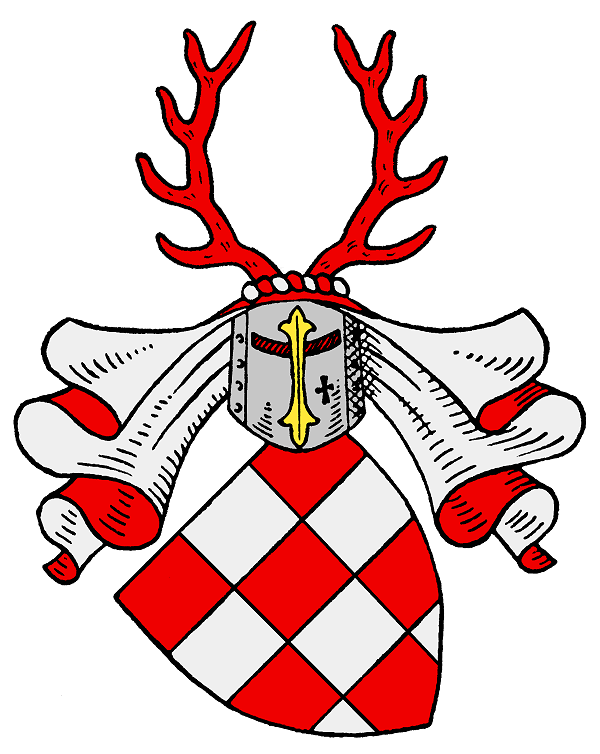
Wappen der Grafen von Honstein

Die Grafen von Hohnstein (zeitgenössisch meist Honstein) waren ein deutsches Adelsgeschlecht im Harz. Sie traten ab der Mitte des 12. Jahrhunderts, zunächst noch als Herren von Ilfeld in den Urkunden auf. Sie regierten spätestens ab 1182 die Grafschaft Hohnstein bis 1593.

## Geschichte
Das Geschlecht erscheint erstmals urkundlich 1154 mit Elger von Ilfeld in einer Urkunde Heinrich des Löwen für das Kloster Volkenroda. Adelger von Ilfeld vermählte sich mit Lutrude, die in den Ilfelder Chroniken „von Orlamünde“ genannt wird. Im Jahr 1182 trat ein Graf Elger von Hohnstein in einer Urkunde Kaiser Friedrichs I. als Zeuge in Erscheinung. Keimzelle der Grafschaft war das Gebiet um Ilfeld und Neustadt/Harz mit der Burg Hohnstein (Harz). Die Grafen bauten ihr Territorium bis zur Mitte des 14. Jahrhunderts stark aus, so dass sie als die bedeutendsten Grafen am Südharz angesprochen werden konnten, noch vor den Grafen von Schwarzburg und den Grafen zu Stolberg. Ende des 13./Anfang des 14. Jahrhunderts begann das Haus Hohnstein, sich in mehrere Linien aufzuspalten, und ab 1315 war es in drei Linien geteilt.
1341 sahen sich die Brüder Graf Heinrich und Graf Bernhard von Hohnstein gezwungen, das einige Jahre zuvor von den Grafen von Beichlingen zu Rothenburg erkaufte Gericht und die Grafschaft über Roßla, Uftrungen und weitere Orte an die Grafen zu Stolberg zu verkaufen.
Im Jahr 1356 erlosch die Linie Hohnstein-Sondershausen im Mannesstamm, als Erbe traten die Grafen von Schwarzburg in Erscheinung. 
1373 teilten die Linien Hohnstein-Kelbra-Heringen und Hohnstein-Lohra-Klettenberg die Grafschaft untereinander auf, wobei die Stammgrafschaft mit der gleichnamigen Burg weiter gemeinsamer Besitz bleiben sollte. Im Fleglerkrieg 1412 wurde ein Teil der Herrschaft zerstört und letztlich der Untergang der Hohnsteiner eingeleitet. Ihre Herrschaft fiel 1412/17 durch Verkauf an die Grafen zu Stolberg.
Im Jahr 1467 eroberte Hans von Honstein im Handstreich die kursächsische Rochsburg. Während seiner Abwesenheit gewann kursächsisches Militär zwei Jahre später die Rochsburg zurück. Bislang ist unbekannt, warum Hans von Honstein diese Burg besetzt hatte.
Während die Linie Kelbra-Heringen sich später weiter aufteilte, jedoch bis Ende des 15. Jahrhunderts alle Besitzungen am Südharz abgab, regierten die Grafen von Hohnstein weiter in der Linie Lohra-Klettenberg. Sie erweiterten ihre Besitzungen nochmals im 16. Jahrhundert um die Grafschaften Scharzfeld und Lauterberg. Mit der Grafschaft Lauterberg hatten die Hohnsteiner zugleich Zugriff auf das Bergbaurevier von Sankt Andreasberg, wo sie 1521 die erste Bergfreiheit ausriefen.
Mit dem Tode Ernsts VII. im Jahre 1593 erlosch das regierende Haus Hohnstein im Harz. Die Grafschaften Scharzfeld und Lauterberg zog der Herzog von Grubenhagen († 1596) als erloschene Lehen ein, so dass nur noch die Herrschaften Lohra und Klettenberg übrig blieben. Aufgrund einer seit 1433 bestehenden Erbverbrüderung traten die Grafen von Schwarzburg und zu Stolberg das Erbe an, wurden jedoch vom Lehnsherrn, dem Bischof von Halberstadt, gewaltsam vertrieben. Die Grafen klagten vor dem Reichskammergericht, gelangten jedoch trotz mehrerer Urteile zu ihren Gunsten erst 1632 in den Besitz eines Teils der Herrschaften Lohra und Klettenberg. Der andere Teil verblieb beim Herzog von Braunschweig-Wolfenbüttel. 
Durch die kriegerischen Ereignisse wechselte aber die Herrschaft über die Grafschaft noch mehrmals. Unter anderem kam sie an Christoph Simon von Thun. Dessen Familie nannte sich seither Thun und Hohenstein, verlor die Herrschaft aber noch während des Krieges wieder. Bei Abschluss des Westfälischen Friedens 1648 waren die ehemals Hohnsteiner Besitzungen schwedisch besetzt. Sie wurden im Friedensvertrag von Osnabrück als Teil des Hochstift Halberstadt dem Kurfürsten von Brandenburg zugesprochen und blieben von da an bis 1945 – ausgenommen die französische Herrschaft 1807 bis 1813 – in brandenburg-preußischem Besitz. Die Verlehnung der Grafschaft durch Kurfürst Friedrich Wilhelm von Brandenburg an den schwedischen Obristen Graf Johann zu Sayn-Wittgenstein 1647 führte zu langjährigen Auseinandersetzungen und 1699 zur Rückgängigmachung.

## Bilder

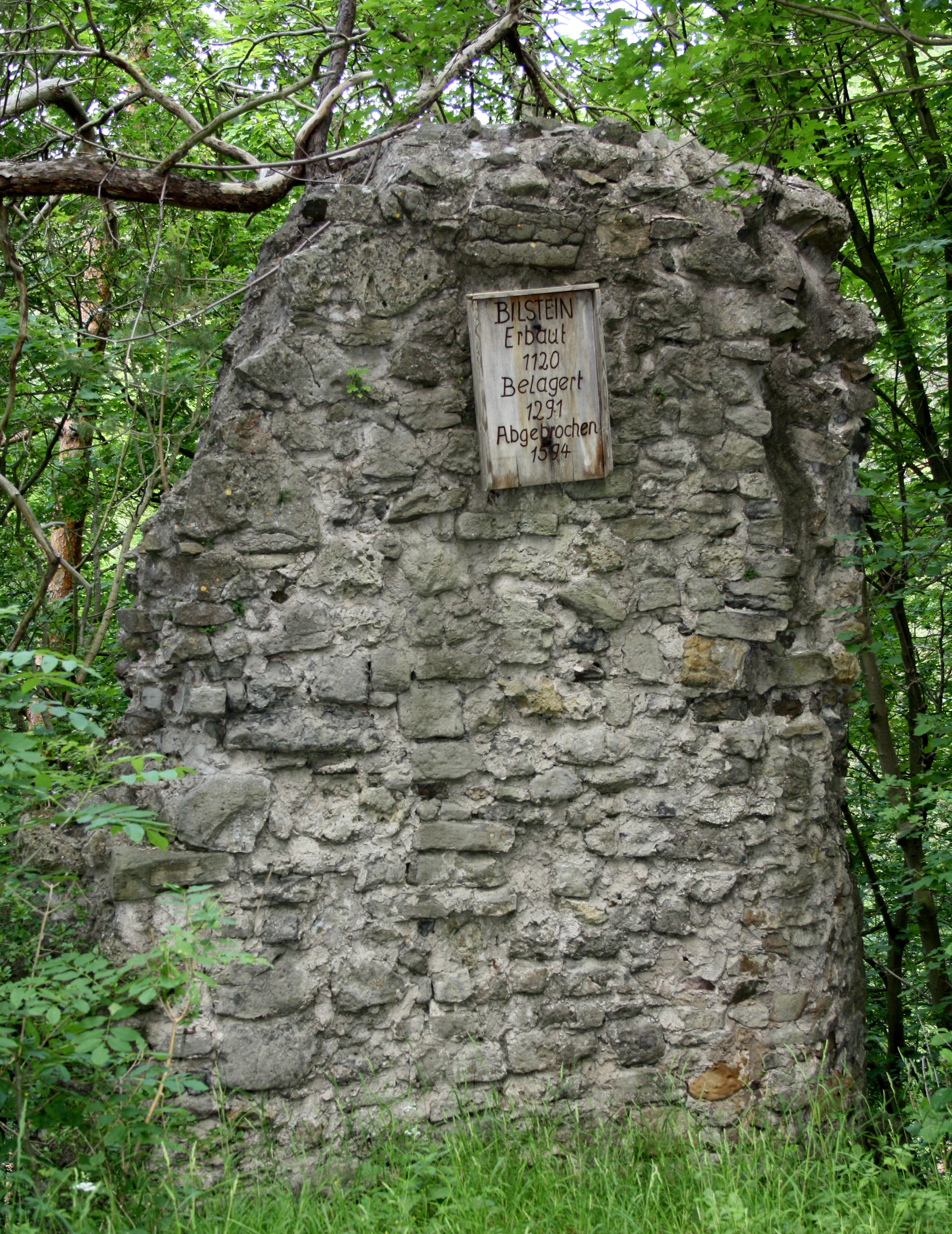
Burg Bilstein (Eschwege), Stammsitz der Grafen Wigger von Bilstein
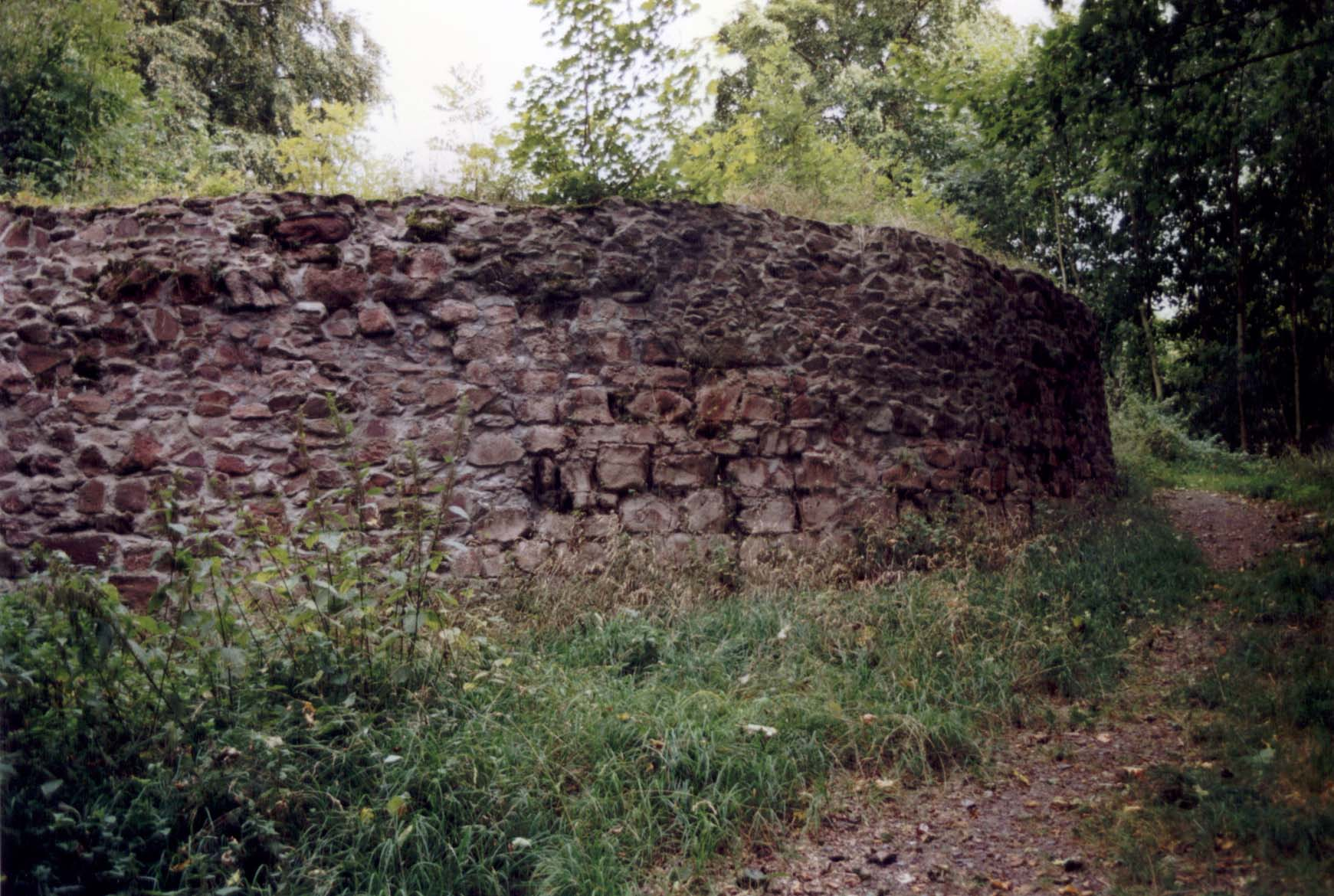
Ilburg, Stammsitz der Grafen von Ilfeld, Nebenlinie der Bilsteiner Grafen
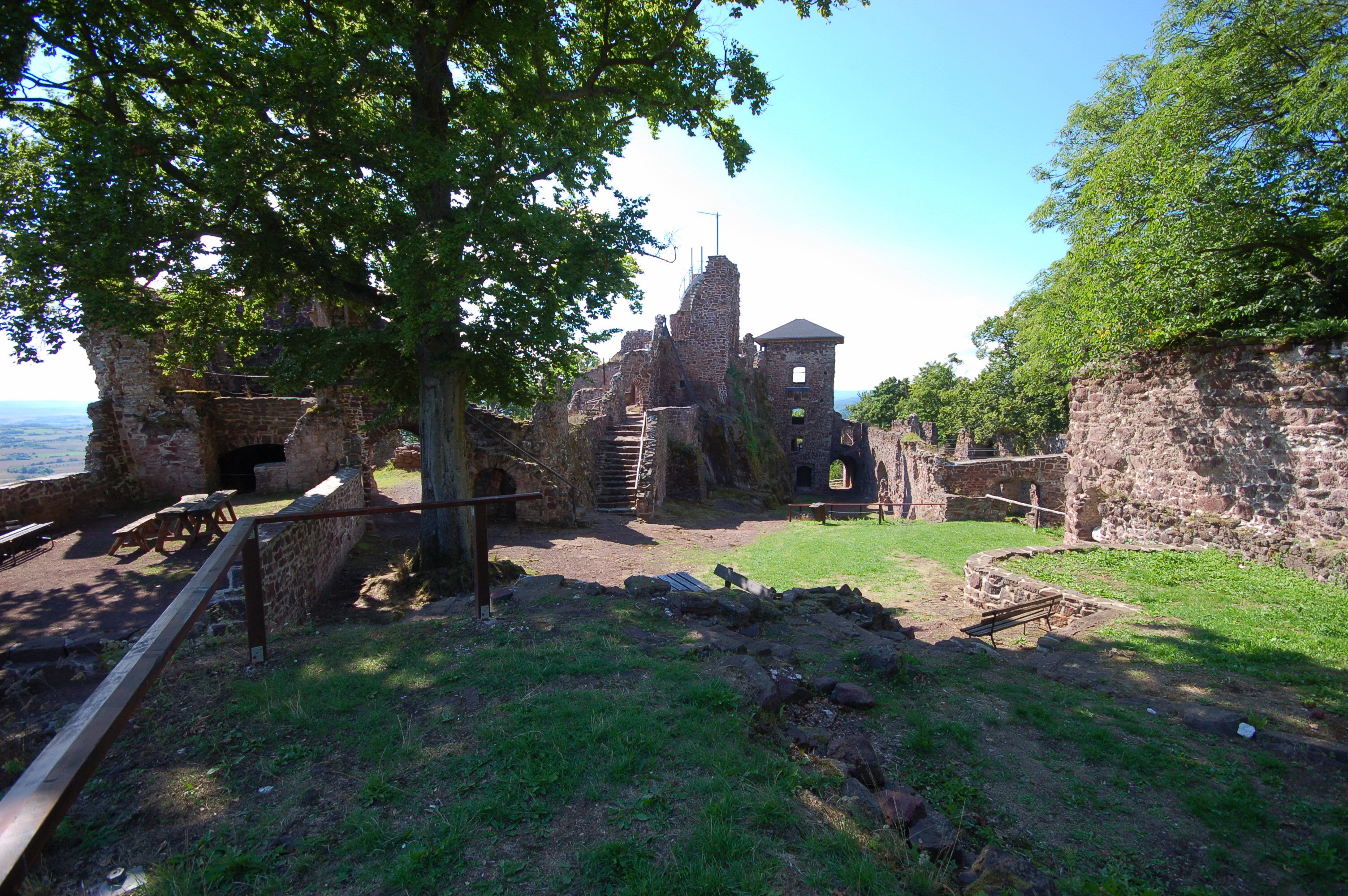
Burg Hohnstein (Harz), Sitz der Grafen von Hohnstein, Nebenlinie der Ilfelder Grafen
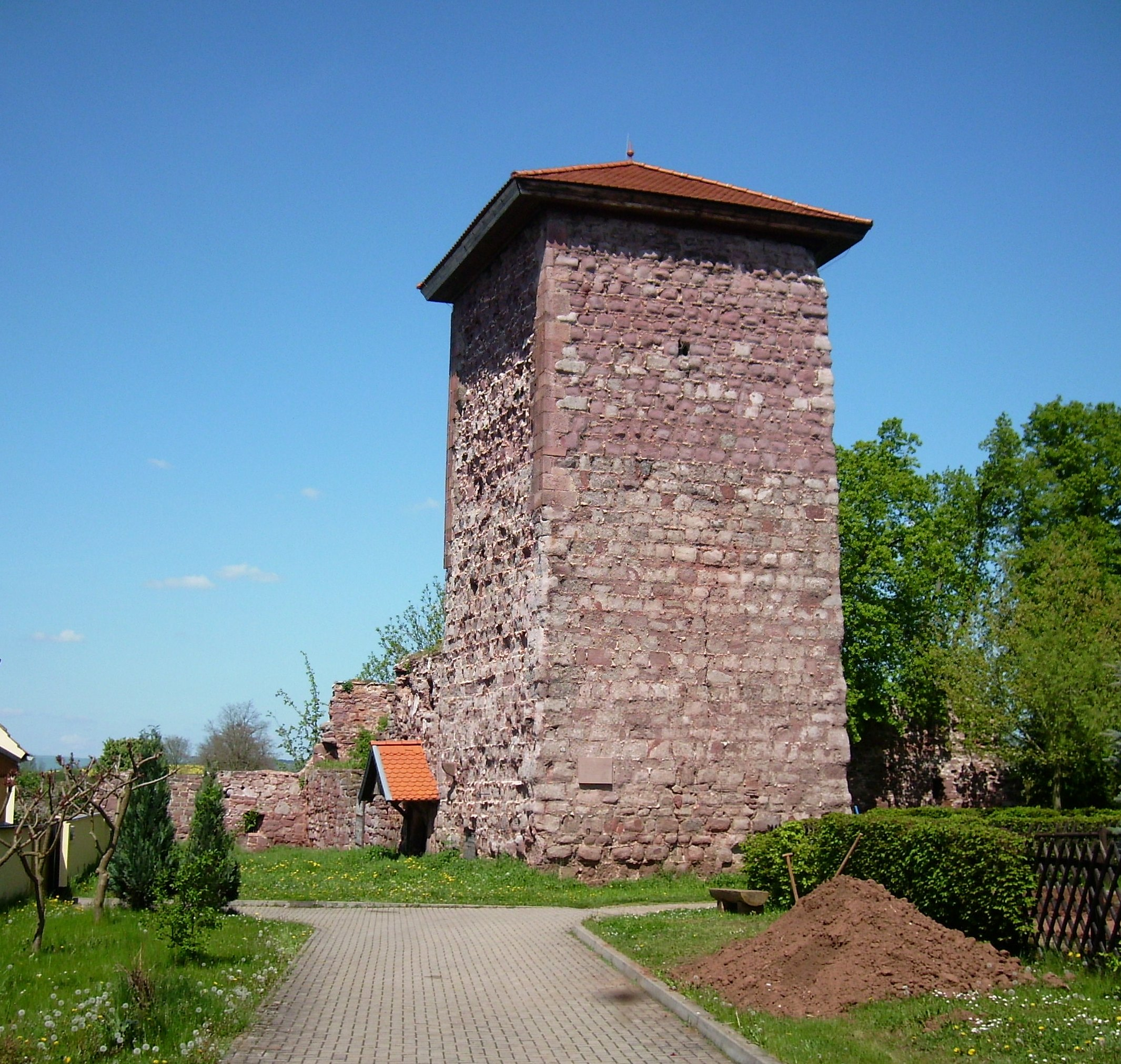
Burg Kelbra (Kyffhäuser)
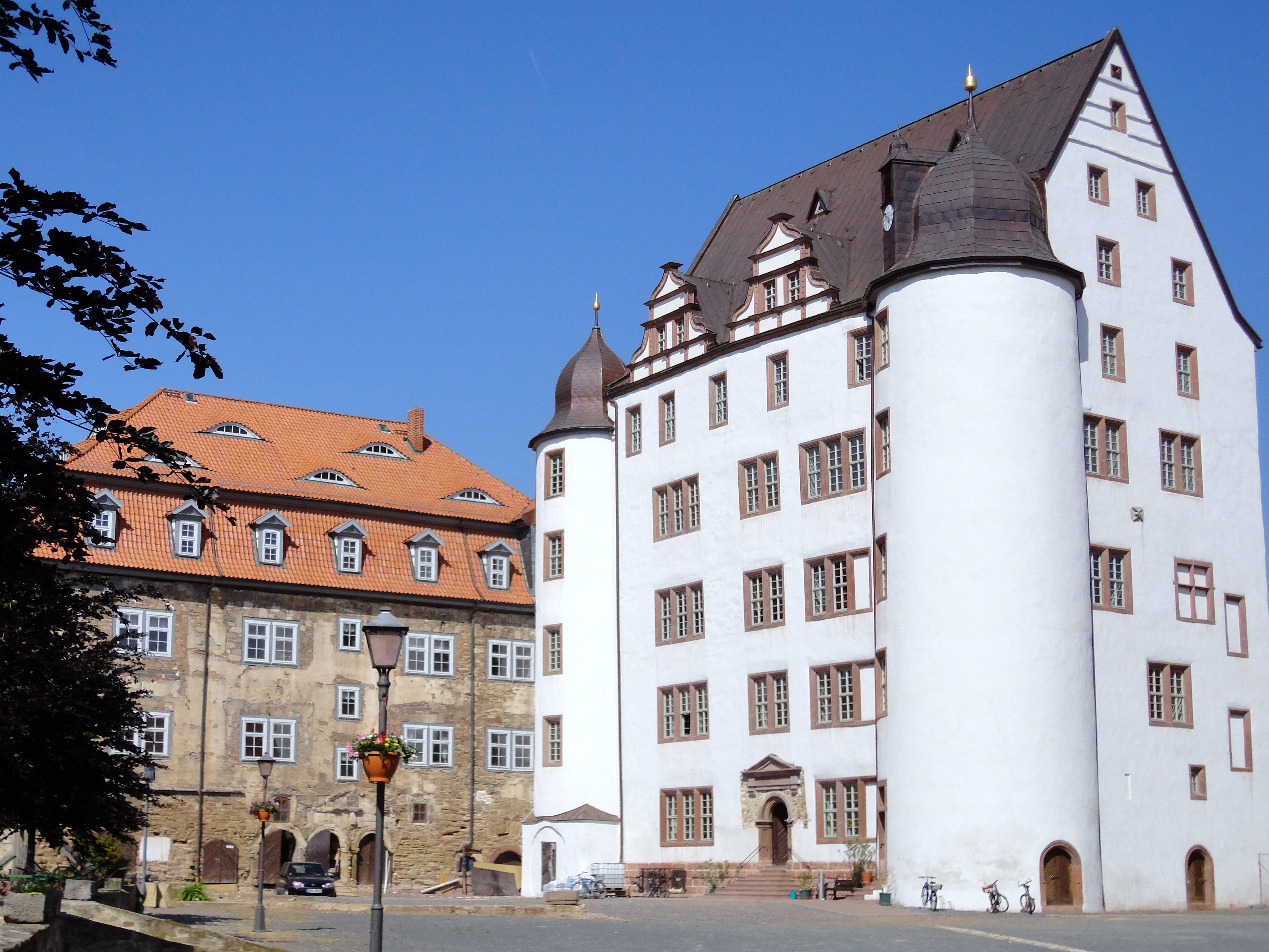
Schloss Heringen
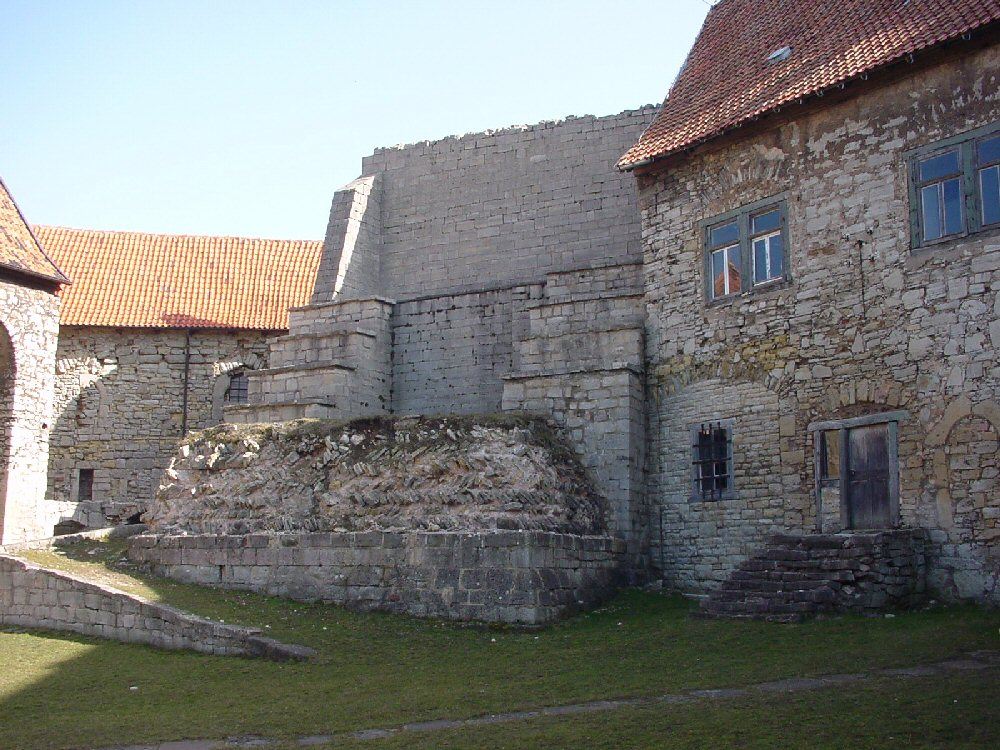
Burg Lohra
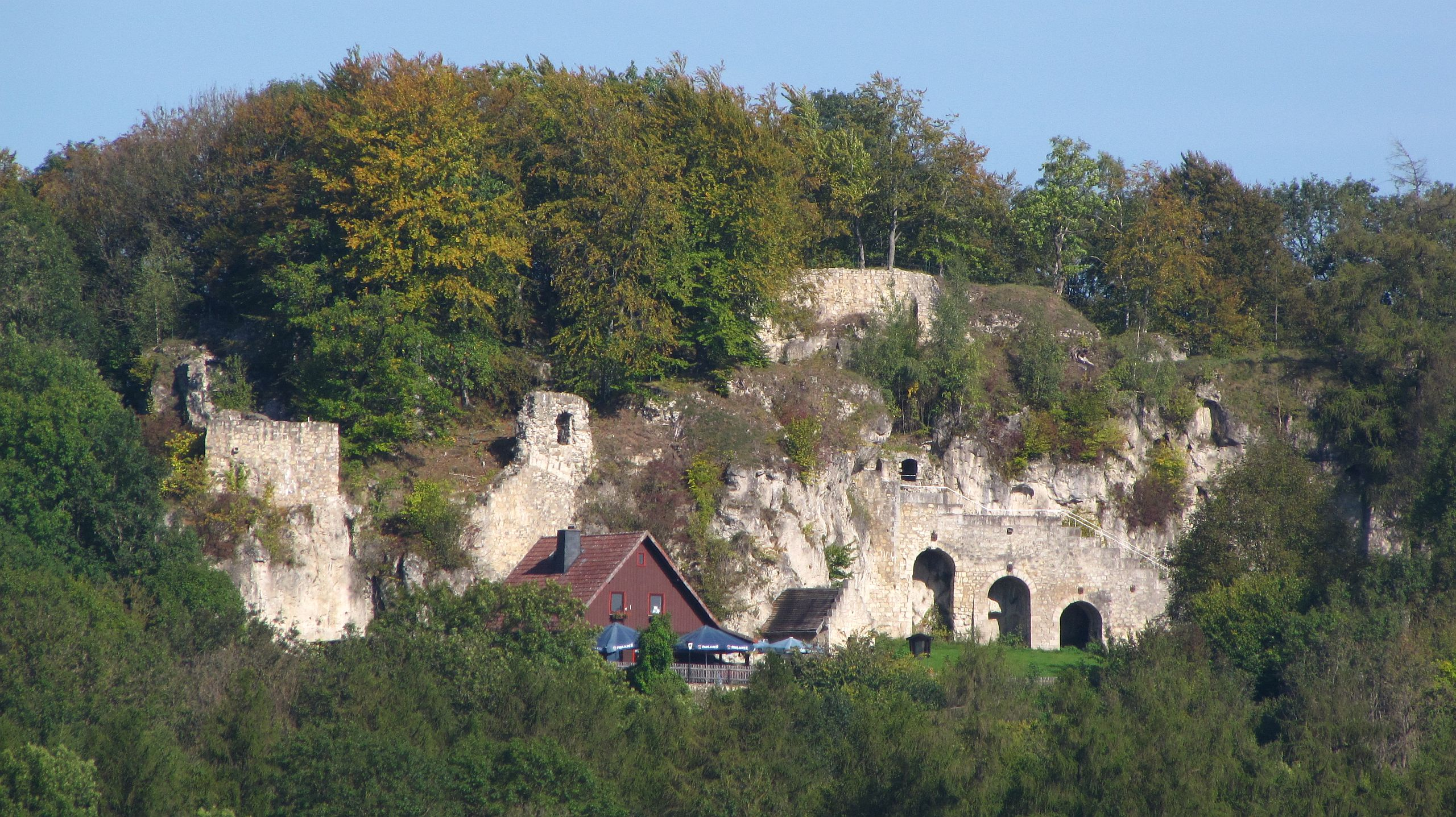
Burg Scharzfels
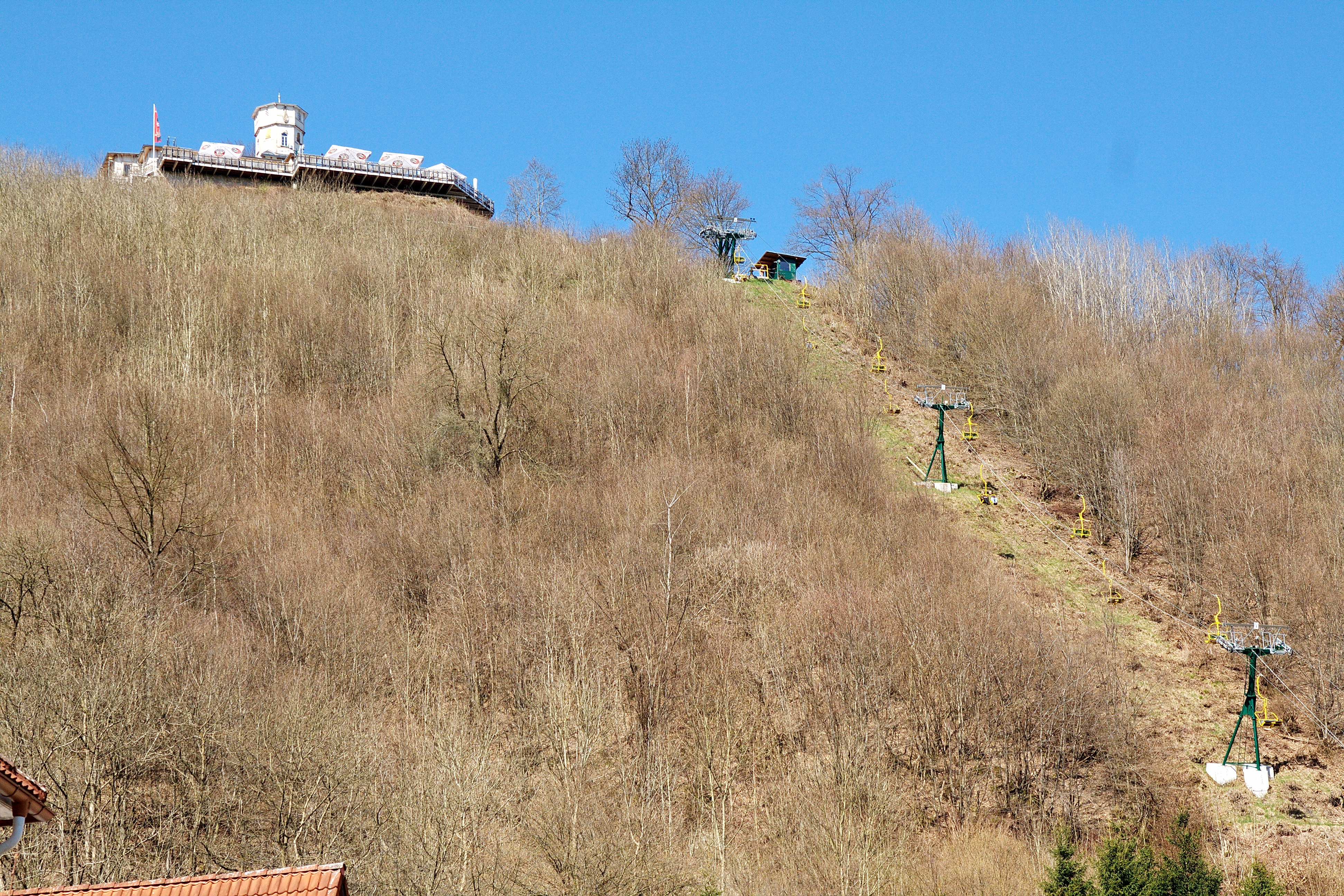
Bad Lauterberg im Harz, Hausberg (Standort der einstigen Burg Lutterberg)
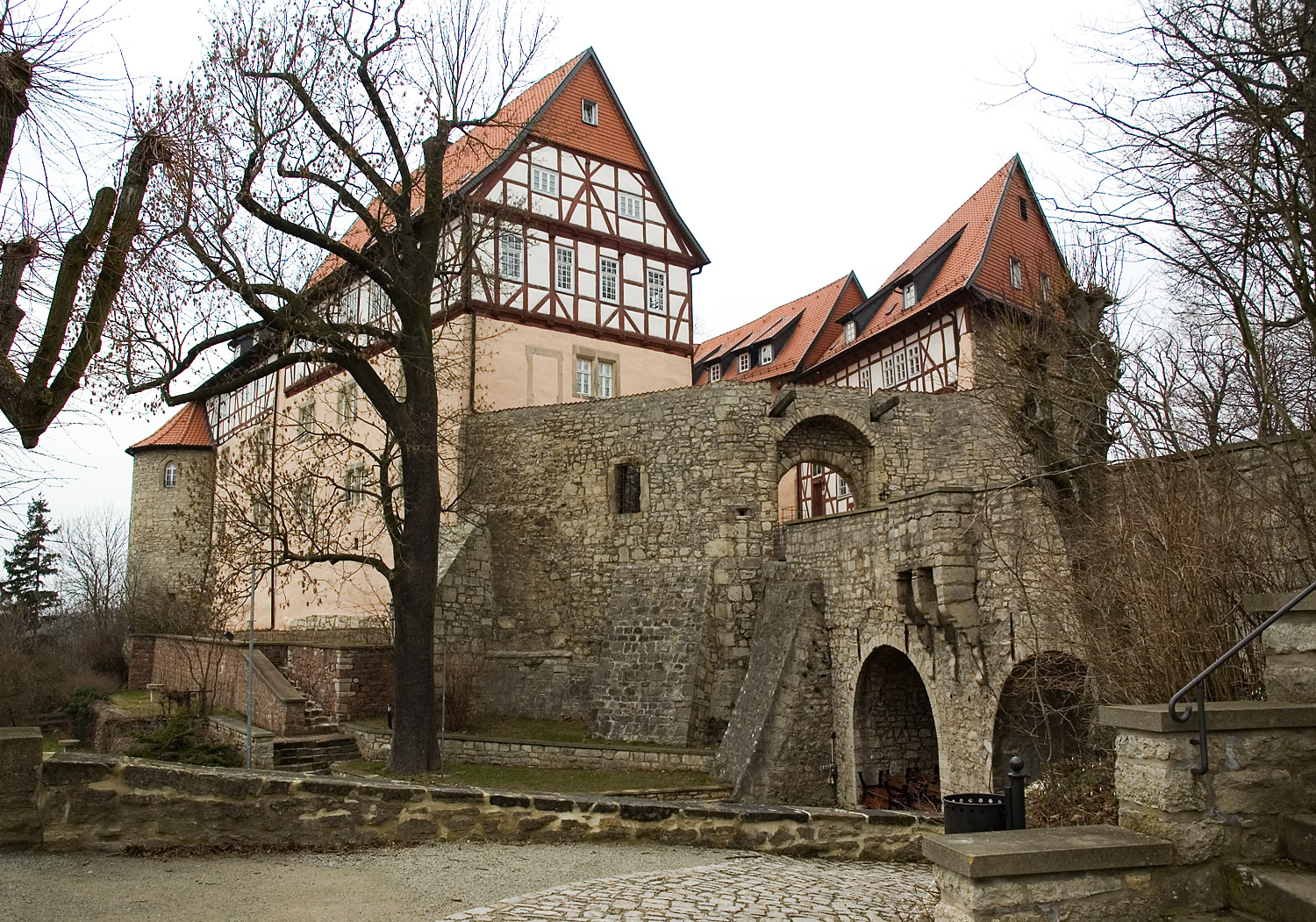
Burg Bodenstein
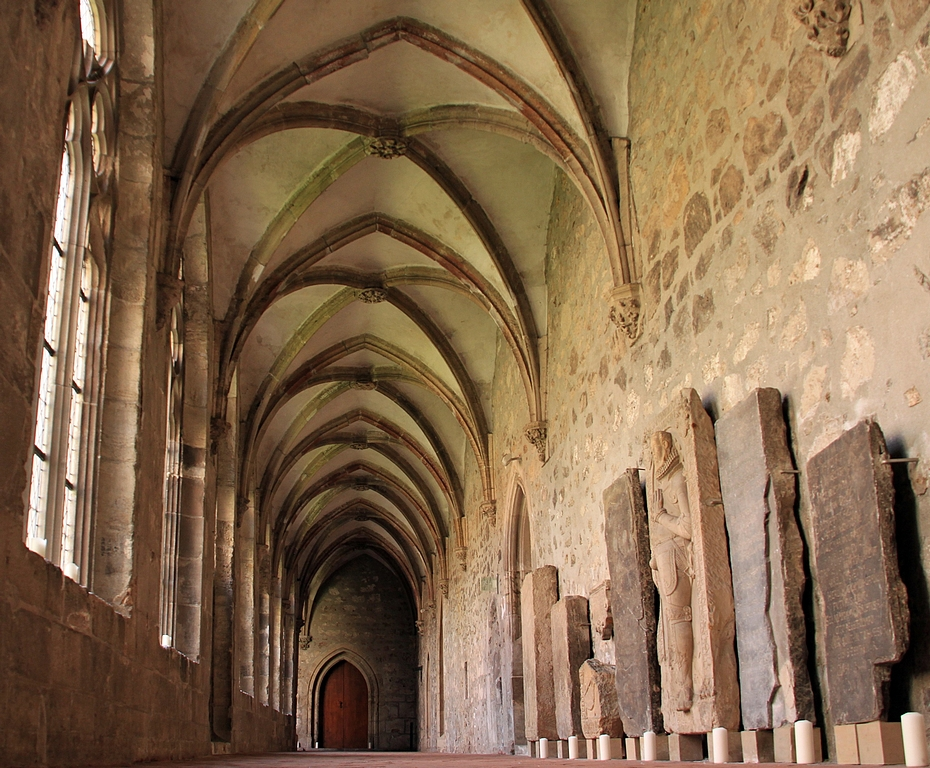
Grablege im Kloster Walkenried
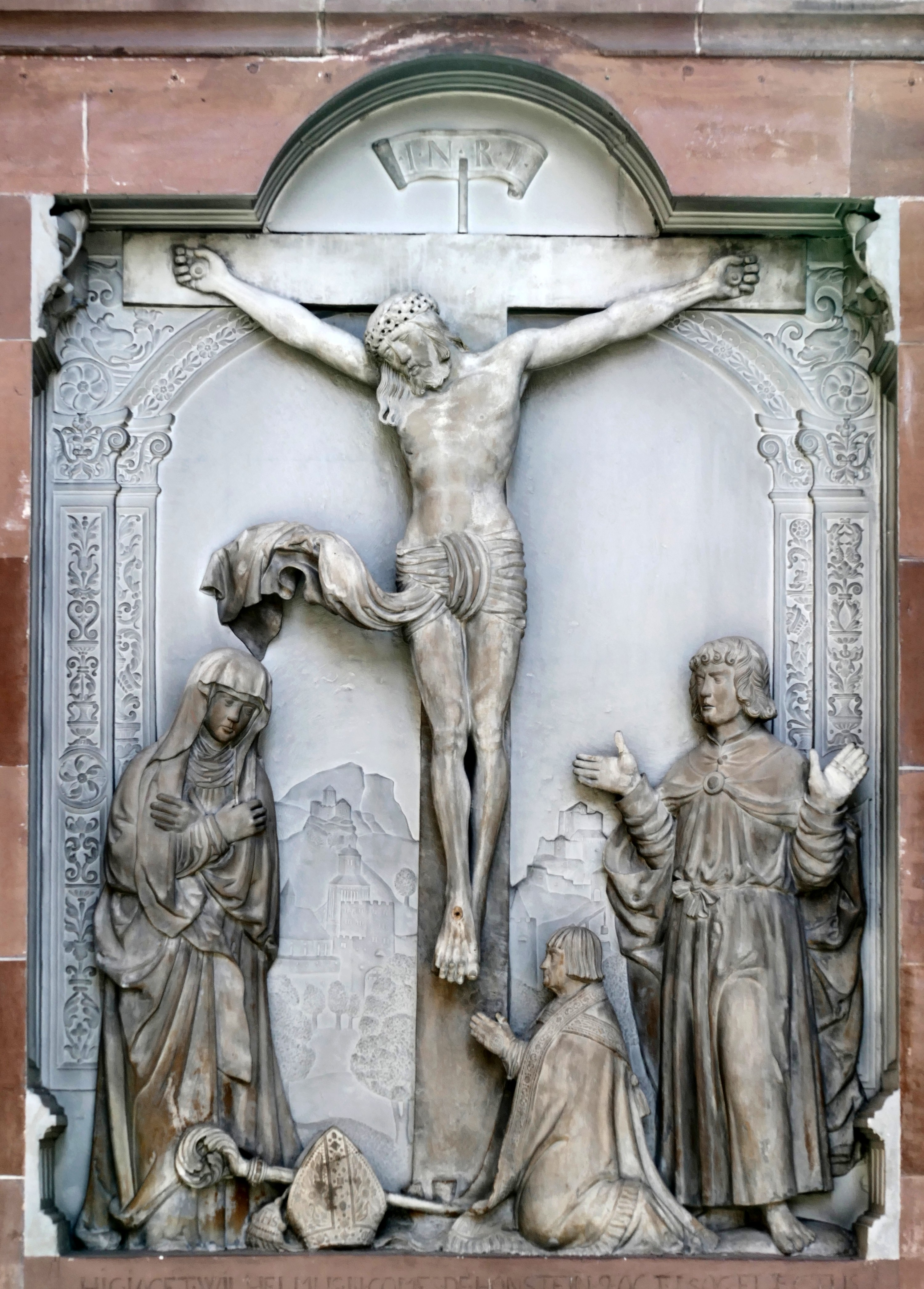
Grabstein des Wilhelm von Hohnstein († 1541),  Bischof von Straßburg, in der Pfarrkirche „Notre-Dame-de-la-Nativité“, Saverne

## Territorium im 19. Jahrhundert
Der Name Grafschaft Hohenstein bezeichnete im 19. Jahrhundert die preußische Grafschaft (aus der Linie Honstein-Lohra-Klettenberg entstanden); daneben gab es die ehemalige Stammgrafschaft Honstein um Ilfeld und Neustadt, die aus dem Besitz der Stolberger Grafen 1803 teilweise welfisch geworden war und ab 1815 im Königreich Hannover zunächst unter dem Namen Provinz Hohnstein, dann Grafschaft Hohnstein und schließlich Amt Hohnstein geführt wurde. Nachdem Preußen 1866 Hannover als Provinz eingegliedert hatte, trat 1885 eine Verwaltungsreform in Kraft, bei der das Amt Hohnstein mit dem Amt Elbingerode zum Kreis Ilfeld vereinigt wurde (beide Ämter waren voneinander durch braunschweigisches Gebiet getrennt). Am 1. Oktober 1932 wurde der Kreis Ilfeld aufgeteilt: Das alte Amt Hohnstein wurde dem Kreis Grafschaft Hohenstein im Regierungsbezirk Erfurt der preußischen Provinz Sachsen angegliedert, das alte Amt Elbingerode dem Kreis Wernigerode im Regierungsbezirk Magdeburg (ebenfalls Provinz Sachsen).

## Titel
Den Titel Graf von Hohnstein trugen/tragen unter anderem die Grafen zu Stolberg und die Grafen von Schwarzburg (beide Häuser beerbten die Hohnsteiner am Südharz nahezu vollständig), die Grafen von Thun (aus der Zeit des Dreißigjährigen Krieges), die Grafen von Sayn-Wittgenstein (aus der Zeit nach dem Westfälischen Frieden) sowie die Herzöge von Braunschweig und die Könige von Preußen.

## Wappen
Das Wappen ist dreimal vier Rot und Silber geschacht (manche Darstellungen zeigen auch Silber und Rot geschacht). Auf dem Helm mit rot-silbernen Decken ein rotes Hirschgeweih.

## Persönlichkeiten

### Bedeutende Vertreter
- Elger von Hohnstein († 1390), Algardus comes de Hoensteyn, nahm im Jahr 1390 als Kreuzfahrer an der erfolglosen Belagerung von Wilna (Hauptstadt von Großfürstentum Litauen) teil. Er wurde während des Sturms des Ordensheeres auf die Burgstadt getötet.
- Wilhelm von Hohnstein (um 1470–1541) war von 1506 bis 1541 Bischof von Straßburg.
- Volkmar Wolf von Hohnstein (1512–1580)
- Martin von Hohnstein (1524–1609), Herrenmeister des Johanniterordens,[4] letzter männlicher Vertreter des Geschlechts
- Ernst VII. von Hohnstein (1562–1593), letzter Regent der Grafschaft Hohnstein